# Кендаскіг (Мен)
Кендаскіг (англ. Kenduskeag) — місто (англ. town) в США, в окрузі Пенобскот штату Мен. Населення — 1346 осіб (2020).

## Демографія
Згідно з переписом 2010 року, у місті мешкало 1348 осіб у 562 домогосподарствах у складі 373 родин. Було 600 помешкань
Расовий склад населення:
| - 97,4 % — білих - 0,6 % — корінних американців - 0,6 % — азіатів - 0,1 % — чорних або афроамериканців |

До двох чи більше рас належало 0,9 %. Частка іспаномовних становила 1,0 % від усіх жителів.
За віковим діапазоном населення розподілялося таким чином: 22,2 % — особи молодші 18 років, 67,0 % — особи у віці 18—64 років, 10,8 % — особи у віці 65 років та старші. Медіана віку мешканця становила 39,6 року. На 100 осіб жіночої статі у місті припадало 100,9 чоловіків;  на 100 жінок у віці від 18 років та старших — 95,0 чоловіків також старших 18 років.
Середній дохід на одне домашнє господарство  становив 62 013 долари США (медіана — 62 159), а середній дохід на одну сім'ю — 63 966 доларів (медіана — 61 653). Медіана доходів становила 50 192 долари для чоловіків та 38 654 долари для жінок. За межею бідності перебувало 15,8 % осіб, у тому числі 14,4 % дітей у віці до 18 років та 7,0 % осіб у віці 65 років та старших.
Цивільне працевлаштоване населення становило 569 осіб. Основні галузі зайнятості: освіта, охорона здоров'я та соціальна допомога — 27,8 %, роздрібна торгівля — 13,9 %, будівництво — 9,3 %, виробництво — 7,7 %.